# Мартин Шулц
Мартин Шулц (на немски: Martin Schulz) е политик от Германската социалдемократическа партия, председател на Европейския парламент от 2012 до 2017 г.

## Биография
Роден е на 20 декември 1955 г. в Хелрат, днес част от Ешвайлер в провинция Северен Рейн-Вестфалия. Работи като продавач на книги, а политическата си кариера започва като общински съветник (1984 - 1999) и кмет (1987 - 1998) на Вюрзелен. Между 1994 и 2017 г. е депутат в Европейския парламент, от 2004 до 2012 г. оглавява групата на социалистите.